# Cameron Murray
Cameron Alexander Murray (Hawick, 31 de marzo de 1975) es un exjugador británico de rugby que se desempeñaba como wing.

## Selección nacional
Debutó en el XV del Cardo por primera vez en marzo de 1998 y jugó con ellos hasta su última convocatoria en noviembre de 2001. En total jugó 24 partidos y marcó siete tries (35 puntos).

### Participaciones en Copas del Mundo
Murray disputó una sola Copa del Mundo; Gales 1999 jugó todos los partidos que disputó Escocia.
| Mundial                       | Sede  | Resultado        | PJ | Tries |
| ----------------------------- | ----- | ---------------- | -- | ----- |
| Copa Mundial de Rugby de 1999 | Gales | Cuartos de final | 5  | 3     |

## Palmarés
- Campeón del Torneo de las Cinco Naciones de 1999.